# Canavalia mattogrossensis
Canavalia mattogrossensis là một loài thực vật có hoa trong họ Đậu. Loài này được (Barb.Rodr.) Malme miêu tả khoa học đầu tiên.